# Peter Niesen
Peter Niesen (* 2. Mai 1964 in Kalenborn-Scheuern) ist Professor für Politikwissenschaft mit dem Schwerpunkt Politische Theorie an der Universität Hamburg.

## Studium und Berufsweg
Von 1986 bis 1992 studierte Niesen Philosophie, Gesellschaftswissenschaften und Germanistik an der Johann Wolfgang Goethe-Universität in Frankfurt am  Main und am St. John’s College der Universität Oxford. 1998 wurde er mit der Arbeit Kants Theorie der Redefreiheit bei Jürgen Habermas und Ingeborg Maus promoviert. Er war von 1993 bis 2004 wissenschaftlicher Mitarbeiter am Fachbereich Gesellschaftswissenschaften der Frankfurter Universität am Lehrstuhl für Politische Theorie und Ideengeschichte von Ingeborg Maus. 2005 habilitierte er sich in Politikwissenschaft. Der Titel der Habilitationsschrift lautete: Vom Nutzenprinzip zur Demokratie. Jeremy Benthams Beitrag zur Theorie des radikaldemokratischen Verfassungsstaats.
Von 2006 bis 2013 war er Professor für Politikwissenschaft an der Technischen Universität Darmstadt. Seit April 2013 ist Niesen Professor für Politische Theorie an der Universität Hamburg.

## Werkauswahl
- Immanuel Kant: Zum ewigen Frieden/Auszüge aus der Rechtslehre. Kommentar von Oliver Eberl und Peter Niesen. Suhrkamp Studienbibliothek, Berlin 2011
- Die Grenzen des Privaten. Schriftenreihe der Sektion für Politische Theorien und Ideengeschichte. Hg. mit Sandra Seubert. Baden-Baden: Nomos 2010.
- Anarchie der kommunikativen Freiheit. Jürgen Habermas und die Theorie der internationalen Politik. Hg. mit Benjamin Herborth. Frankfurt/M.: Suhrkamp 2007.
- Kants Theorie der Redefreiheit. Baden-Baden: Nomos 2005. Zweite Auflage 2008.
- Zwischen Recht und Moral. Neuere Ansätze der Rechts- und Demokratietheorie. Hg. mit René von Schomberg, Münster: LIT 2002.
- Das Recht der Republik. Ingeborg Maus zum 60. Geburtstag. Hg. mit Hauke Brunkhorst. Frankfurt am Main: Suhrkamp 1999.